# آرنولد کیمبر
آرنولد کیمبر (استونیایی: Arnold Kimber؛ زادهٔ ۱ ژانویهٔ ۱۹۴۷) سیاستمدار و نماینده سابق مجلس اهل استونی است.